# Erich Müller-Gangloff
Erich Müller-Gangloff, Pseudonym Christoph Obermüller (* 12. Februar 1907 in Roth, Kreis Meisenheim; † 23. Februar 1980 in West-Berlin) war ein deutscher Autor und Direktor der Evangelischen Akademie von West-Berlin.

## Leben
Erich Müller-Gangloff besuchte die Oberrealschule in Berlin. Nach dem Abitur 1926 studierte er Germanistik und Geschichte in Berlin, Innsbruck und Marburg, wo er im Fach Germanistik mit einer sprachgeschichtlichen Arbeit zum Dr. phil. promoviert wurde. Er war Mitglied der Deutschen Burse Marburg, leitete das Presseamt der Allgemeinen Marburger Studentenschaft und war Schriftleiter der Marburger Hochschulzeitung. Als Mitglied des NSDAP-nahen Jugendbundes Freischar Schill arbeitete er an deren Zeitschrift Der Umsturz sowie bei Die Kommenden unter der Herausgeberschaft von Werner Lass und Ernst Jünger. Nach der Promotion arbeitete er zunächst als Bibliothekar, ab 1933 als freier Schriftsteller. Er stand in Kontakt zu Ernst Niekisch und hielt sich 1933 mehrere Monate auf dem Gut des Schriftstellers Friedrich Reck-Malleczewen auf.
Im Zweiten Weltkrieg wurde er zur Wehrmacht eingezogen und geriet in Kriegsgefangenschaft, aus der er 1946 fliehen konnte. Im Jahre 1951 gründete er die Evangelische Akademie von Berlin (West), deren Leiter er bis 1970 war. In den von ihr erreichten Kreisen förderte er geschichtsbewusstes Denken und die Auseinandersetzung mit der Geschichte des Deutschen Reiches, insbesondere der Zeit des Nationalsozialismus. Im Jahre 1955 prägte er den Begriff der „unbewältigten Vergangenheit“, der seither nicht mehr aus dem Wortschatz der geschichtspolitischen Debatten wegzudenken ist.
Müller-Gangloff engagierte sich ab 1956 gegen die Atombewaffnung der Bundesrepublik. Er nahm an den ersten Versammlungen der Christlichen Friedenskonferenz 1961 teil.
In seinem 1965 veröffentlichten Buch Mit der Teilung leben. Eine gemeindeutsche Aufgabe bezeichnete Müller-Gangloff die Wiedervereinigung als „Lebenslüge“ der Deutschen. Er war der Meinung, dass die Wiedervereinigung historisch verspielt sei und zudem eine Frieden und Sicherheit gefährdende Forderung darstelle.
Müller-Gangloff war Mitglied der Michaelsbruderschaft und zeitweilig Schriftleiter ihrer Zeitschrift Quatember, die ihm auch ihren Namen verdankt, sowie Herausgeber der von 1957 bis 1978 vierteljährlich erschienenen Zeitschrift Kommunität der Evangelischen Akademie Berlin.
Die Frage, wieweit Müller-Gangloff durch das Ministerium für Staatssicherheit und insbesondere dessen Agenten Hans-Joachim Seidowsky beeinflusst und benutzt wurde, wird heute sehr unterschiedlich beantwortet. Hubertus Knabe schließt aus den vorhandenen Akten, dass Müller-Gangloff gezielt benutzt wurde, um die Interessen der SED im innerdeutschen Dialog zu fördern. Dagegen folgert Merrilyn Thomas aus ihrer Untersuchung der Akten, dass Müller-Gangloff im Gegenteil erfolgreich im Sinne und eventuell im Auftrag des Westens agierte, indem es ihm gelang, über die Aktion Sühnezeichen christliche Netzwerke in der DDR, in Polen und der Tschechoslowakei aufzubauen und die neue Ostpolitik vorzubereiten.

## Schriften

### Bücher
- Nationalbolschewismus. Hanseatische Verlagsanstalt, Hamburg 1933.
- Die deutschen Stämme. Velhagen & Klasing, Bielefeld und Leipzig 1941.
- Vorläufer des Antichrist. Wedding-Verlag, Berlin 1948.
- Christen in Kriegsgefangenschaft. Verlag Die Schöpfung, Berlin 1948.
- Dreifaltigkeit des Bösen? Stauda-Verlag, Kassel 1953.
- Gottes drittes Vok. Revolution aus dem Evangelium (= Calwer Hefte, Heft 41). Calwer Verlag, Stuttgart 1961.
- Horizonte der Nachmoderne. Mächte und Ideen im 20. Jahrhundert. Burckhardthaus-Verlag, Gelnhausen 1962.
- Mit der Teilung leben. Eine gemeindeutsche Aufgabe. List,  München 1965.
- Vom gespaltenen zum doppelten Europa. Acht Thesen zur deutschen Ostpolitik, zugleich eine Antwort auf die „deutsche“ Frage. Radius,  Stuttgart 1970.

### Aufsätze
- Ostern und die Oikumene in: Quatember 1954
- Die Freiheit eines Christenmenschen heute, in: Quatember 1955/56
- Christen sprachen mit Chruschtschow, in Gewerkschaftliche Monatshefte 3/1963, Seite 151 (Digitalisat; PDF; 36 kB)